# プレイアンドリアル
プレイアンドリアル（Pray and real, 2011年3月22日 - ）は、日本の競走馬である。馬名の意味は「祈り+現実」。主な勝ち鞍は2014年の京成杯。

## 経歴
2011年3月22日、北海道新冠郡新冠町の森牧場にて誕生。

### 2013年
2013年5月21日、日本中央競馬会（JRA）札幌競馬場で開催された『北海道トレーニングセール2013』に出品された。公開調教の走行タイムは平凡であったが、歩様を観察していた岡田繁幸が同馬を気に入り、急遽購入することを決めて735万円で落札した。岡田はプレイアンドリアルを購入後、すぐにビッグレッドファームの分場・真歌トレーニングパークへ送り込み、ハードトレーニングを積ませた。
2013年8月15日、ホッカイドウ競馬の田部和則厩舎所属としてJRA認定スーパーフレッシュチャレンジ（新馬戦、門別競馬場、ダート1,700m）でデビュー。柴田大知が騎乗して1番人気に応え、2着に5馬身差をつけて圧勝する。9月22日、2戦目で岩手県競馬組合が主催する重賞競走であるジュニアグランプリ（盛岡競馬場、芝1,600m）に出走し、地元岩手の関本淳を鞍上として2着に6馬身差をつけてまたも圧勝した。
このレースの後、プレイアンドリアルについて「かつてのコスモバルクより強い」と自信を持った陣営では中央競馬で十分に通用すると判断、11月16日の東京スポーツ杯2歳ステークス（GIII、東京競馬場、芝1,800m）に出走させた。レースでは5番人気の評価だったが、直線では先頭に立ち、イスラボニータにゴール前で交わされたものの、クビ差の接戦を演じて2着に入り、能力の高さを示した。レース後、川崎競馬場の河津裕昭厩舎へ移籍する。
厩舎転属後の初戦となった、12月15日の朝日杯フューチュリティステークス（GI、中山競馬場、芝1,600m）では外枠からの発走で折り合いを欠き、7着に沈んだ。
プレイアンドリアルは2歳時の活躍が認められ、NARグランプリ最優秀ターフ馬に選出された。

### 2014年
年が明けて3歳を迎えると、陣営では目標とする東京優駿へのローテーションと賞金加算を考え、1月19日の京成杯（GIII、中山競馬場、芝2,000m）に出走を決める。レースでは前走で露見した折り合いの悪さが影を潜め、力みなく道中を進めると、最後の直線できれいに抜け出して2着のキングズオブザサンに2馬身差をつけて1着で入線し、JRA重賞初制覇となった。地方競馬所属馬がJRAの芝の重賞を勝利したのは2007年のハートオブクィーン以来であり、また地方競馬所属馬が国際セリ名簿基準書におけるパートI国としてのグレード付きの競走を制したのはコスモバルク（2006年のシンガポール航空国際カップ）以来となった。
JRA重賞を勝ったことにより、地方競馬所属馬であるもののJRA所属馬同様に加算賞金をもってGI競走へ出走可能になったことから、陣営では当初予定していた3月9日の弥生賞（GII、中山競馬場、芝2,000m）をパスして4月20日の皐月賞（GI、中山競馬場、芝2,000m）へ直行する方向で検討していた。しかし、京成杯の後に右前脚繋靭帯炎を発症。皐月賞を回避し青葉賞を経て東京優駿を目指す予定としていたもののその後も症状が改善することはなく、さらにその後7月には年内の復帰も難しいとの見通しが示され、結局そのまま11月18日付で引退となった。引退後は北海道恵庭市で乗馬となる。
京成杯の勝利を受け、NARグランプリ2014の最優秀ターフ馬に前年に続き選出された。

## 競走成績
| 競走日     | 競馬場 | 競走名                | 格   | 距離（馬場）  | 頭 数 | 枠 番 | 馬 番 | オッズ （人気） | 着順 | タイム （上り3F） | 着差 | 騎手     | 斤量 | 1着馬（2着馬）         |
| ---------- | ------ | --------------------- | ---- | ------------- | ----- | ----- | ----- | --------------- | ---- | ----------------- | ---- | -------- | ---- | ---------------------- |
| 2013.08.15 | 門別   | スーパーフレッシュch2 |      | ダ1700m（良） | 6     | 7     | 7     | 01.3（1人）     | 01着 | R1:52.6（41.8）   | -1.0 | 柴田大知 | 54kg | （スマイルピース）     |
| 0000.09.22 | 盛岡   | ジュニアGP            | 重賞 | 芝1600m（良） | 11    | 2     | 2     | 01.7（1人）     | 01着 | R1:39.3（37.0）   | -0.9 | 関本淳   | 55kg | （ライズライン）       |
| 0000.11.16 | 東京   | 東京スポーツ杯2歳S    | GIII | 芝1800m（良） | 15    | 5     | 8     | 11.9（4人）     | 02着 | R1:45.9（34.0）   | -0.0 | 柴田大知 | 55kg | イスラボニータ         |
| 0000.12.15 | 中山   | 朝日杯FS              | GI   | 芝1600m（良） | 16    | 7     | 13    | 03.9（2人）     | 07着 | R1:35.2（36.3）   | -0.5 | 柴田大知 | 55kg | アジアエクスプレス     |
| 2014.01.19 | 中山   | 京成杯                | GIII | 芝2000m（良） | 16    | 6     | 12    | 07.3（5人）     | 01着 | R2:01.1（36.3）   | -0.3 | 柴田大知 | 56kg | （キングズオブザサン） |

## 血統表
| プレイアンドリアルの血統        | プレイアンドリアルの血統                             | プレイアンドリアルの血統               | （血統表の出典）                       | （血統表の出典） |
| 父系                            | サンデーサイレンス系                                 | サンデーサイレンス系                   | サンデーサイレンス系                   | [ § 2 ]          |
| 父 デュランダル 1999 栗毛       | 父の父*サンデーサイレンス Sunday Silence 1986 青鹿毛 | Halo                                   | Hail to Reason                         | Hail to Reason   |
| 父 デュランダル 1999 栗毛       | 父の父*サンデーサイレンス Sunday Silence 1986 青鹿毛 | Halo                                   | Cosmah                                 |                  |
| 父 デュランダル 1999 栗毛       | 父の父*サンデーサイレンス Sunday Silence 1986 青鹿毛 | Wishing Well                           | Understanding                          | Understanding    |
| 父 デュランダル 1999 栗毛       | 父の父*サンデーサイレンス Sunday Silence 1986 青鹿毛 | Wishing Well                           | Mountain Flower                        |                  |
| 父 デュランダル 1999 栗毛       | 父の母サワヤカプリンセス 1986 栗毛                   | *ノーザンテースト                      | Northern Dancer                        | Northern Dancer  |
| 父 デュランダル 1999 栗毛       | 父の母サワヤカプリンセス 1986 栗毛                   | *ノーザンテースト                      | Lady Victoria                          |                  |
| 父 デュランダル 1999 栗毛       | 父の母サワヤカプリンセス 1986 栗毛                   | *スコッチプリンセス                    | Creme Dela Creme                       | Creme Dela Creme |
| 父 デュランダル 1999 栗毛       | 父の母サワヤカプリンセス 1986 栗毛                   | *スコッチプリンセス                    | Meadow Saffron                         |                  |
| 母 シルクヴィーナス 2006 青鹿毛 | 母の父*ティンバーカントリー Timber Country 1982 栗毛 | Woodman                                | Mr. Prospector                         | Mr. Prospector   |
| 母 シルクヴィーナス 2006 青鹿毛 | 母の父*ティンバーカントリー Timber Country 1982 栗毛 | Woodman                                | *プレイメイト                          |                  |
| 母 シルクヴィーナス 2006 青鹿毛 | 母の父*ティンバーカントリー Timber Country 1982 栗毛 | Fall Aspen                             | Pretense                               | Pretense         |
| 母 シルクヴィーナス 2006 青鹿毛 | 母の父*ティンバーカントリー Timber Country 1982 栗毛 | Fall Aspen                             | Change Water                           |                  |
| 母 シルクヴィーナス 2006 青鹿毛 | 母の母*シルクフレアー 1995 鹿毛                      | Danzig                                 | Northern Dancer                        | Northern Dancer  |
| 母 シルクヴィーナス 2006 青鹿毛 | 母の母*シルクフレアー 1995 鹿毛                      | Danzig                                 | Pas de Nom                             |                  |
| 母 シルクヴィーナス 2006 青鹿毛 | 母の母*シルクフレアー 1995 鹿毛                      | Jet Route                              | Alydar                                 | Alydar           |
| 母 シルクヴィーナス 2006 青鹿毛 | 母の母*シルクフレアー 1995 鹿毛                      | Jet Route                              | Katies                                 |                  |
| 母系(F-No.)                     | 7号族(FN:7-f)                                        | 7号族(FN:7-f)                          | 7号族(FN:7-f)                          | [ § 3 ]          |
| 5代内の近親交配                 | Nothern Dancer 4x4、Raise a Native 5x5               | Nothern Dancer 4x4、Raise a Native 5x5 | Nothern Dancer 4x4、Raise a Native 5x5 | [ § 4 ]          |
| 出典                            | 1. 2. 3. 4.                                          | 1. 2. 3. 4.                            | 1. 2. 3. 4.                            | 1. 2. 3. 4.      |

- エリザベス女王杯馬のヒシアマゾン、ジャパンカップや宝塚記念勝ちのアドマイヤムーン、スプリンターズステークス馬のスリープレスナイトなど、日本での実績馬も多いKatiesのファミリーラインを持つ。
- 半弟に2023年ニュージーランドトロフィー勝ち馬のエエヤン（父シルバーステート）がいる。